# Nicola Miraglia
Nicola Miraglia (Lauria, 3 settembre 1835 – Napoli, 26 marzo 1928) è stato un economista, politico e banchiere italiano.

## Biografia
(Antonio Cardarelli)
Figlio di un medico, Egidio, e di Emanuela Crecca, si trasferisce a Napoli presso uno zio per frequentare gli studi universitari. A Napoli, a seguito di un concorso, nel 1853 entra come allievo al Ministero dell’Interno borbonico e consegue la laurea in giurisprudenza nel 1858.
Si avvia verso la carriera burocratica, non interrotta dalle vicende del movimento unitario a favore del quale si schiera.
Dopo il settembre 1860, facendo parte della segreteria generale della Dittatura dell'Italia Meridionale, si propone come mediatore per placare le discordie sorte durante i moti garibaldini per la conquista del Mezzogiorno d'Italia. È, infatti, il Miraglia collaboratore del patriota Giorgio Pallavicino Trivulzio, prodittatore di Napoli, che conduce le trattative con Antonio Mordini, prodittatore della Sicilia, il quale chiede che Giuseppe Garibaldi resti dittatore a Napoli e in Sicilia fino all'unificazione totale del territorio italiano. Il Miraglia che gode della stima del Mordini, sa indurlo a convincere Garibaldi affinché rinunzi alla dittatura e bandisca i due Plebisciti risorgimentali del 21 ottobre 1860 per l'annessione all'Italia del Regno di Napoli e della Sicilia. E Garibaldi, seppure a malincuore, cede. 
A seguito della cessazione della dittatura presta la sua opera nella Luogotenenza generale; sul finire del 1861 è assegnato alla Direzione speciale di Napoli della Cassa ecclesiastica delle provincie meridionali, alle dipendenze del ministero di Grazia e Giustizia. Nel 1863 è promosso capo sezione. Nel 1864 si trasferisce nell'allora capitale del Regno d'Italia, Torino, ed entra nel Ministero di Agricoltura, Industria e Commercio, dove, dopo diversi avanzamenti di carriera e non ancora cinquantenne, nel 1883 è nominato direttore generale. Nel frattempo si è sposato (1876) con la contessa Elena Mazzarini, discendente di un'antica e benemerita famiglia patrizia di Lugo e degli Zauli di Baccagnano, un'altra antica famiglia nobiliare del XIII secolo delle colline di Faenza. Da tale matrimonio nasceranno i figli Luigi, futuro ammiraglio e senatore del Regno d'italia, Egidio e Giuseppe; a quest'ultimo, in particolare, l'amico Gabriele D'Annunzio dedicherà l'opera intitolata Notturno dopo la prematura dipartita causata da un incidente aereo. 
Nei primi anni Novanta Miraglia affianca all’attività burocratica quella politica.
È ancora al MAIC quando, il 6 novembre 1892, è eletto deputato al Parlamento della XVIII legislatura del Regno d'Italia per il collegio di Lagonegro; tale carica è riconfermata nella successiva legislatura (XIX) con le elezioni del 26 maggio 1895. Collabora con il senatore Lampertico, relatore per la parte agraria dell’inchiesta sul regime doganale (1884-1886). È abile diplomatico tanto che, nel 1892, è inserito dal Ministero degli affari esteri e presidente del consiglio, Antonio di Rudinì, in una commissione per la stipula di nuovi trattati commerciali con la Svizzera, insieme a Bonaldo Stringher (iniziando l’importante rapporto con il futuro Direttore Generale della Banca d’Italia, allora ispettore al Ministero delle Finanze). Nello stesso periodo si attiva proficuamente nell'attuazione di un trattato con l'Austria-Ungheria per l'accrescimento dell'esportazione vinicola. Miraglia continuerà ad interessarsi dei problemi dell'agricoltura, ancora molto sentiti in una nazione la cui economia è prevalentemente agricola, anche dopo il 1896, anno nel quale rinuncia alle cariche di burocrate amministrativo e politico per incompatibilità col ruolo di dirigente bancario che intende assumere.

### Direttore al Banco di Napoli
All'epoca, infatti, il ministro del Tesoro, Luigi Luzzatti, rilevando uno stato molto preoccupante del Banco di Napoli, lo propone insistentemente quale direttore generale, confidando nella sua capacità di salvare l'istituto bancario da un fallimento imminente. Miraglia inizia così la sua politica rigorosa di risanamento con un taglio al personale negligente e indisciplinato, l'allontanamento della clientela avvezza a un credito facile, il rafforzamento della cassa di risparmio, l'introduzione del servizio di trasmissione di denaro (rimesse) proveniente dagli emigrati italiani nelle Americhe e l'esercizio del credito agrario. Già dieci anni dopo si può fare un bilancio positivo registrando l'aumento della riserva di metalli preziosi, del portafoglio e dei fondi di riserva; anche il patrimonio, che inizialmente era in passivo, risulta ora in attivo. Nel 1906 resta ancora da superare qualche difficoltà ma il peggio è ormai superato. I progressi compiuti incoraggiano il Miraglia nell'apertura di filiali all'estero, dapprima a New York, poi a Chicago e Buenos Aires, nel continente americano, meta di tanti emigranti italiani. Con la conquista italiana della Libia nel 1912 anche a Tripoli e Bengasi sono aperte due filiali. 
Il 18 febbraio 1908 presiede la prima riunione del consiglio dell'Istituto autonomo per le case popolari della provincia di Napoli (IACP), auspicato già nel 1903 dal ministro Luzzatti per l'edificazione e la gestione di case operaie, e del quale il Miraglia, in ragione dell'impegno profuso per la sua realizzazione fin dall'idea del progetto iniziale, può essere considerato il vero fondatore. 
Le sofferenze causate all'industria e all'impresa nazionali dallo sforzo immane della prima guerra mondiale, non compromettono la facoltà del Banco d'emettere banconote. Il rapporto del Miraglia con un fascismo sempre più forte non è sereno come dimostra la presa di posizione del ministro delle Finanze Alberto De Stefani che incolpa gli istituti di emissione, quindi anche la Banca d'Italia e il Banco di Sicilia, di favorire l'inflazione, così come il sindacato fascista dei bancari che lo giudica troppo distante dalla politica e ormai poco idoneo al suo ruolo data l'età alquanto avanzata; ciò nonostante accetta il 19 dicembre 1923 la tessera onoraria del partito. Il ministro Giuseppe Volpi, successore di De Stefani, riprende il progetto d'unificazione degli istituti d'emissione in favore della sola Banca d'Italia che si concretizza con un primo decreto il 6 maggio 1926; dunque, il Banco di Napoli è così destinato a trasformarsi in istituto di diritto pubblico e a cancellare la figura del direttore generale, lasciando l'emissione di banconote ad appannaggio esclusivo della Banca d'Italia dal 1928 in poi.

### Riconoscimenti
I meriti di Nicola Miraglia saranno ampiamente riconosciuti dall'amministrazione comunale di Napoli, la quale delibera nel 1924 la concessione della cittadinanza onoraria. Alla cerimonia di consegna dell'onorificenza è presente anche l'illustre chimico Antonio Cardarelli che, abbracciandolo, lo paragona metaforicamente a un medico delle finanze. Il 15 settembre 1926, a novantuno anni compiuti, partecipa all'ultimo consiglio di amministrazione e la banca delibera a suo favore un premio di liquidazione di un milione di lire. Abbandona, così, il Banco di Napoli col titolo di conte che gli era stato concesso dal re Vittorio Emanuele III il 9 maggio 1926 per intercessione del ministro delle Finanze Giuseppe Volpi. Nella fase di transizione per l'accreditamento della Banca d'Italia come unico istituto d'emissione, il Miraglia non manca di presentare orgogliosamente al capo del Governo, Benito Mussolini, un dettagliato rapporto sull'attività, durata trent'anni, che ha portato il Banco di Napoli dal disavanzo del 1896 a un bilancio in attivo di oltre 168 milioni di lire del 1926.
Dopo la sua morte, avvenuta il 26 marzo 1928, tra gli anni 1931 e 1939, è edificato a Napoli, per volere dello I.A.C.P. di cui era stato presidente, il rione Miraglia, ancora oggi accessibile attraverso un solenne ingresso e corrispondente all'attuale via Giambattista Marino nel quartiere Fuorigrotta. Nella sua città natale, Lauria, ha sede invece un istituto superiore d'istruzione secondaria (I.S.I.S.) a lui intitolato, che è un ente amministrativo per diverse sedi associate di scuole secondarie di secondo grado; nella fattispecie, è l'I.S.I.S. che gestisce localmente il liceo classico e l'istituto tecnico industriale di Lauria, nonché il liceo scientifico di Rotonda. L'artista d'origine lucana Guido Spera (alias Giesse), contemporaneo del Miraglia, ha disegnato un suo ritratto.